# Alley Cat (відеогра)
Alley Cat — це відеогра, створена Біллом Вільямсом і видана Synapse Software для Атарі 8-бітної серії у 1983, і пізніше як PC booter і для IBM PCjr у 1984 компанією IBM. Гравець керує «котом Фредді», метою якого є виконання певних завдань у людському будинку, щоб дістатися своєї коханої, Феліції.
Alley Cat був заснований на одноекранному прототипі Джона Харріса. Харріс був незадоволений тим, як розвивається гра, і передав її Вільямсу, який розвинув основні поняття у закінчену гру.

## Ігровий процес
У головному екрані, який є алеєю, гравець знаходиться на високому паркані навпроти житлового будинку з декількома вікнами. Кожне вікно періодично відкривається, і з нього викидають випадкові предмети (телефон, взуття тощо). Періодично уздовж нижнього краю екрану пробігає собака. Якщо вона торкнеться кота, вони б'ються, і одне життя віднімається.
Стрибаючи й піднімаючись сміттєвими баками, парканом і по мотузках з білизною, кіт може потрапляти у різні кімнати через відкриті вікна. Кожен номер містить одне з кількох завдань:
- В одній кімнаті є стіл з пташиною кліткою всередині кімнати. Тут мета полягає в тому, щоб зіштовхнути клітку зі столу, а потім піймати птаху, яка вилітає з розбитої клітки.
- В іншій кімнаті є акваріум, у який треба пірнути, і з'їсти всю рибу, ухиляючись від електричних вугрів і постійно виринаючи на поверхню за повітрям, щоб не потонути.
- Ще один номер містить величезний шматок сиру з дірками. В кожному отворі випадково з'являються миші, яких треба впіймати.
- Кішка може опинитися в кімнаті зі сплячими собаками, перед деякими з яких стоїть їхня їжа. Кіт повинен очистити кожну посудину, не розбудивши собак.
- Ще одна проблема, кіт повинен зібрати три папороті з верхньої книжкової полиці, уникаючи при цьому гігантського павука, який може опуститися зверху.

Більшість номерів також містять мітлу, яка постійно переміщається по екрану. Кішка може зайняти мітлу, залишаючи сліди на підлозі (в нижній частині екрана). Коли немає слідів, мітла буде постійно ходити за кішкою.
Мітла не є шкідливою в тому сенсі, що вона не вбиває кота, але штовхає його з достатньою силою, щоб ускладнити виконання завдань, якщо вона не зайнята. Зокрема, мітла часто може кинути кота прямо на вищезгаданого собаку або павука, або викинути назад у вікно.
Успішне завершення завдання нагороджується очками в залежності від часу проходження. Після цього гравець повертається у провулок, де у відкритих вікнах тепер з'являється кішка, яка його кличе.
Стрибнувши у таке вікно, гравець потрапляє у кімнату, в якій є кілька платформ (на зразок книжкової полиці), які зроблені із сердець-валентинок, на яких інші коти гуляють праворуч і ліворуч. Мета — дістатися кішки угорі, маневруючи навколо інших кішок, зустріч з якими призводять до падіння рівня.
Кожна платформа має зони, де гравець може стояти, і ділянки, де він провалюється (інших кішок, однак, ніколи не падають). Цими ділянками є серця, які перемикатися між звичайним і розбитим, коли вони зачіпляються стрілами, які постійно випускають херувими по діагоналі. Ці стріли також призводять до падіння рівня гравця.
Також у нижньому рядку є подарунки, які можуть бути використані для нейтралізації недружнього кота протягом короткого періоду часу. Якщо гравець падає з нижнього ряду, він повинен повернутися на алею, для виконання іншого завдання.
Якщо кіт встигає поцілувати кішку в спеціальній кімнаті, рівень збільшується і гравець отримує додаткове життя. Рівень складності гри продовжує збільшуватися до тих пір, поки не досягне 30-го рівня, після чого залишається постійним. Ігровий процес на цьому рівні може продовжуватися нескінченно, але вичерпання життів означає кінець гри.